# Día Internacional de la Neutralidad
El Día Internacional de la Neutralidad se celebra el 12 de diciembre desde 2017 y fue proclamado por la Asamblea General de las Naciones Unidas en ese mismo año.

## Proclamación
El Día Internacional de la Neutralidad fue proclamado por la Asamblea General de las Naciones Unidas el 2 de febrero de 2017, a iniciativa de Turkmenistán. La proclamación subraya la importancia de la neutralidad como un principio que puede fortalecer la paz y la seguridad internacionales, contribuyendo al desarrollo de relaciones pacíficas y beneficiosas entre los Estados. Además, resalta el papel de la neutralidad en la diplomacia preventiva y la mediación, así como en la coordinación de la asistencia humanitaria en situaciones de emergencia.

## Celebración
Este día se celebra el 12 de diciembre de cada año, en conmemoración de la fecha en que Turkmenistán fue oficialmente reconocido como un Estado neutral por la ONU en 1995. Las actividades de este día suelen incluir eventos y conferencias que promueven el diálogo sobre la paz y la seguridad, destacando el valor de la neutralidad en la resolución pacífica de conflictos y la diplomacía internacional.